# Майами Фьюжн
«Майа́ми Фьюжн» — американский футбольный клуб из города Форт-Лодердейл, штат Флорида, существовавший в 1997—2001 годах. Выступал в MLS (1998—2001). Домашним стадионом клуба был «Локхарт Стэдиум».

## Достижения
- Победитель регулярного чемпионата MLS (обладатель трофея Supporters’ Shield): 2001
- Финалист Кубка США: 2000

## Список тренеров
- Карлос Кордоба (1998)
- Иво Вортман (1998—2000)
- Рей Хадсон (2000—2001)